# エマヌエル・ロドリゲス (野球)
- エマニュエル・ロドリゲス

エマヌエル・ロドリゲス（Emmanuel Rodriguez, 2003年2月28日 - ）は、ドミニカ共和国サンティアゴ州出身のプロ野球選手（外野手）。左投左打。MLBのミネソタ・ツインズ傘下所属。

## 経歴
2019年7月2日にアマチュア・フリーエージェントでミネソタ・ツインズと契約してプロ入り。契約金は250万ドル。
2021年に傘下のルーキー級フロリダ・コンプレックスリーグ・ツインズでプロデビューし、37試合に出場して打率.210、10本塁打、23打点の成績を記録した。
2022年はA級フォートマイヤーズ・ミラクルで47試合に出場して打率.272、9本塁打、25打点の成績を記録した。